# Euchromia epa
Euchromia epa är en fjärilsart som beskrevs av George Thomas Bethune-Baker 1908. Euchromia epa ingår i släktet Euchromia och familjen björnspinnare. Inga underarter finns listade i Catalogue of Life.